# キャメロンマルガタクワガタ
キャメロンマルガタクワガタ(Colophon cameroni)は、甲虫目クワガタムシ科マルガタクワガタ属に属するクワガタムシである。

## 形態
体長は18～25mm、同属より体形がどっしりしている。前脛節は単純で棘も不発達。
オスの大アゴはカワイマルガタクワガタと似ているが、内歯は長く中央付近に付き、この内歯も同属の中で最も発達している。
オスの交尾器はほぼ左右対称で、先端はやや不対称となる。
近縁種はイーストマンマルガタクワガタとなる。

## 分布
南アフリカケープ州・ヘックスリバー山脈、ウィセンバーク山脈